# واسیلی کاریس
واسیلی کاریس (ایتالیایی: Vassili Karis؛ زادهٔ ۲۲ سپتامبر ۱۹۳۸) بازیگر اهل ایتالیا است.
از فیلم‌ها یا برنامه‌های تلویزیونی که وی در آن نقش داشته‌است، می‌توان به دختران اس‌اس، سرانجام… هزار و یک شب، بازی‌های عاشقانه سیندی، کریستینا، راهبه اهریمنی، هیولا در فضا، قاتلان پورنو، آرنا و جالو در ونیز اشاره کرد.